# Tour de l'Ardèche 2019
De 17e editie van de wielerwedstrijd Tour de l'Ardèche vond in 2019 plaats van 13 tot en met 19 september. De start was in Saint-Paul-le-Jeune en de finish in Privas. De ronde stond op de UCI-kalender voor vrouwen, in de categorie 2.1. Titelverdedigster Katarzyna Niewiadoma werd opgevolgd door de Nederlandse Marianne Vos, die vijf van de zeven etappes won en naast het algemeen ook het puntenklassement won.

## Deelnemende ploegen
| Women WorldTour                    | Women Continentaal        | Nationale selectie | Club team            |
| ---------------------------------- | ------------------------- | ------------------ | -------------------- |
| Astana Women's Team                | Minsk Cycling Club        | Colombia           | World Cycling Center |
| BePink                             | Rally UHC Women           | Litouwen           | Crédit mutuel        |
| Biehler Pro Cycling                | Servetto-Piumate-Beltrami | Oekraïne           | Maxx-Solar           |
| BTC City Ljubljana                 | Team Illuminate           | Oostenrijk         | SWABO Ladies         |
| Canyon-SRAM                        | Team Tibco                | Spanje             |                      |
| CCC-Liv                            | Team Virtu                | Tsjechië           |                      |
| FDJ Nouvelle-Aquitaine Futuroscope | WNT-Rotor                 | Zuid-Afrika        |                      |
| Health Mate-Cyclelive              |                           |                    |                      |

## Etappe-overzicht
| Etappe | Datum        | Start                     | Finish                 | Type       | Afstand  | Winnaar           | Klassementsleider |
| ------ | ------------ | ------------------------- | ---------------------- | ---------- | -------- | ----------------- | ----------------- |
| 1      | 13 september | Saint-Paul-le-Jeune       | Aubenas                | Vlakke rit | 126,4 km | Marianne Vos      | Marianne Vos      |
| 2      | 14 september | Mende                     | Mont Lozère            | Bergrit    | 139,2 km | Marianne Vos      | Marianne Vos      |
| 3      | 15 september | Avignon                   | Apt                    | Vlakke rit | 127,1 km | Marianne Vos      | Marianne Vos      |
| 4      | 16 september | Savasse                   | Montboucher-sur-Jabron | Vlakke rit | 138 km   | Anouska Koster    | Marianne Vos      |
| 5      | 17 september | Saint-Georges-les-Bains   | Saint-Félicien         | Heuvelrit  | 112,9 km | Marta Bastianelli | Marianne Vos      |
| 6      | 18 september | Saint-Sauveur-de-Montagut | Beauchastel            | Heuvelrit  | 111,2 km | Marianne Vos      | Marianne Vos      |
| 7      | 19 september | Chomérac                  | Privas                 | Heuvelrit  | 87,9 km  | Marianne Vos      | Marianne Vos      |

## Klassementenverloop
| Etappe       | Winnaar           | Algemeen klassement · | Puntenklassement · | Bergklassement · | Jongerenklassement · | Ploegenklassement |
| ------------ | ----------------- | --------------------- | ------------------ | ---------------- | -------------------- | ----------------- |
| 1            | Marianne Vos      | Marianne Vos          | Marianne Vos       | Mavi García      | Évita Muzic          |                   |
| 2            | Marianne Vos      | Marianne Vos          | Marianne Vos       | Mavi García      | Évita Muzic          |                   |
| 3            | Marianne Vos      | Marianne Vos          | Marianne Vos       | Mavi García      | Évita Muzic          | WNT-Rotor         |
| 4            | Anouska Koster    | Marianne Vos          | Marianne Vos       | Katia Ragusa     | Évita Muzic          | WNT-Rotor         |
| 5            | Marta Bastianelli | Marianne Vos          | Marianne Vos       | Mavi García      | Évita Muzic          | WNT-Rotor         |
| 6            | Marianne Vos      | Marianne Vos          | Marianne Vos       | Mavi García      | Évita Muzic          | WNT-Rotor         |
| 7            | Marianne Vos      | Marianne Vos          | Marianne Vos       | Mavi García      | Évita Muzic          | WNT-Rotor         |
| 0Eindstanden | 0Eindstanden      | Marianne Vos          | Marianne Vos       | Mavi García      | Évita Muzic          | WNT-Rotor         |

2003 · 2004 · 2005 · 2006 · 2007 · 2008 · 2009 · 2010 · 2011 · 2012 · 2013 · 2014 · 2015 · 2016 · 2017 · 2018 · 2019 · 2020 · 2021 · 2022 · 2023 · 2024